# Jeroen Dijsselbloem
Jeroen Dijsselbloem (prononcé en néerlandais : /jəˈrun ˈdɛi̯səlblum/), né le 29 mars 1966 à Eindhoven, est un homme politique et économiste néerlandais,. Membre du Parti travailliste (PvdA), il est président de l'Eurogroupe de 2013 à 2018 en sa qualité de ministre des Finances, fonction qu'il occupe de 2012 à 2017. Il est bourgmestre d'Eindhoven depuis 2022.

## Biographie

### Jeunesse et études
Jeroen Dijsselbloem grandit à Son en Breugel, en province de Brabant-Septentrional, puis retourne dans sa ville natale d'Eindhoven pour ses études secondaires. Il étudie l'économie agricole à l'université de Wageningue entre 1985 et 1991.

### Premiers engagements politiques
Après avoir rejoint le Parti travailliste en 1985, il travaille pour sa fraction parlementaire à la Seconde Chambre des États généraux de 1993 à 1996. Il est également conseiller municipal à Wageningue de 1994 à 1996. Il démissionne de son mandat local pour devenir haut fonctionnaire au ministère de l'Agriculture, de la Nature et de la Pêche jusqu'en 2000.
Il est entre à cette date à la Seconde Chambre, mandat parlementaire qu'il occupe jusqu'en 2012 avec une brève interruption en 2002. Suivant la démission de Job Cohen de la présidence de la fraction travailliste le 20 février 2012, Dijsselbloem assure l'intérim jusqu'au 20 mars suivant à son titre de vice-président de groupe, lorsque Diederik Samsom devient nouveau chef parlementaire.

### Ministre des Finances

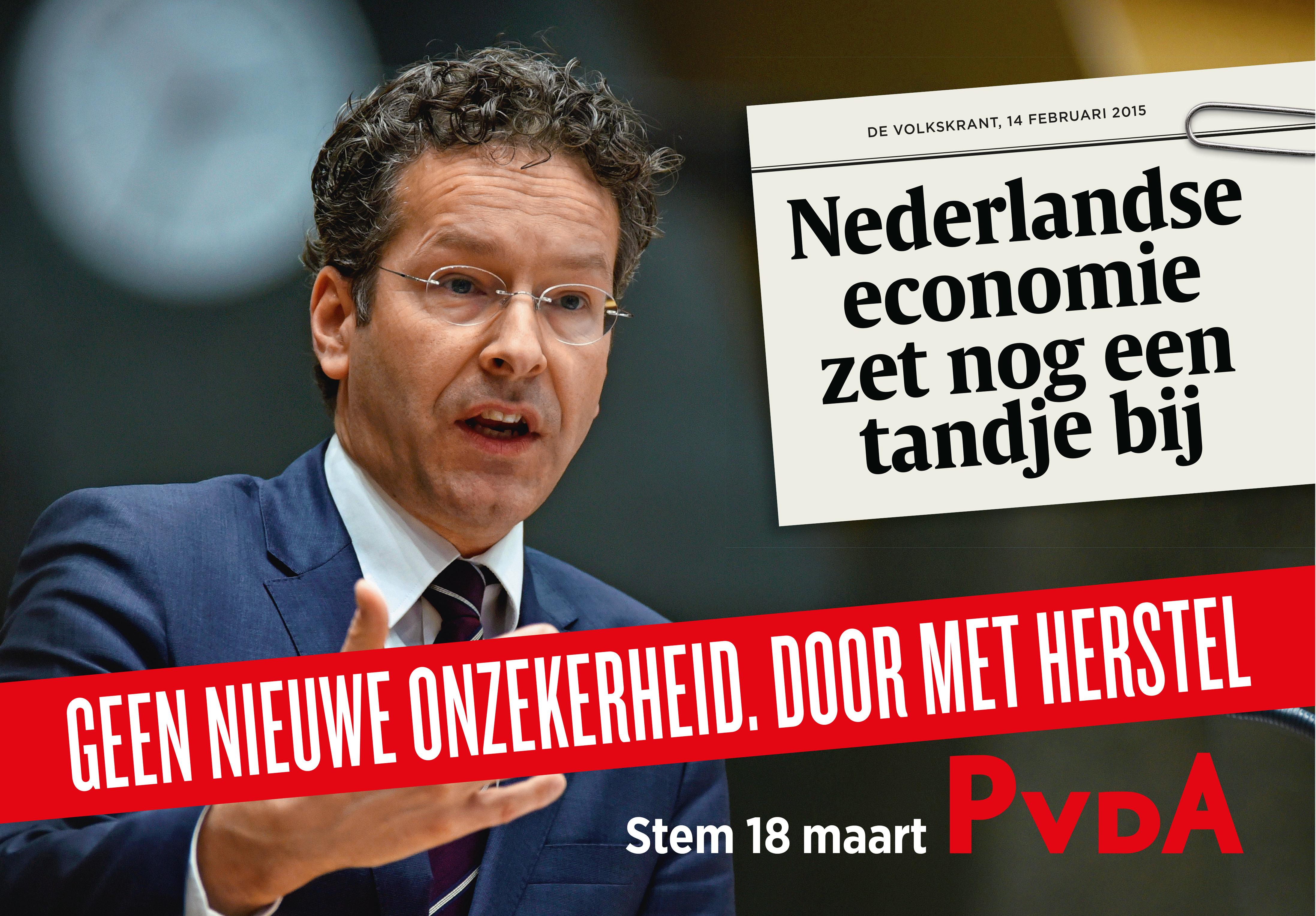
Affiche de campagne du Parti travailliste pour les élections provinciales de 2015 avec Jeroen Dijsselbloem.

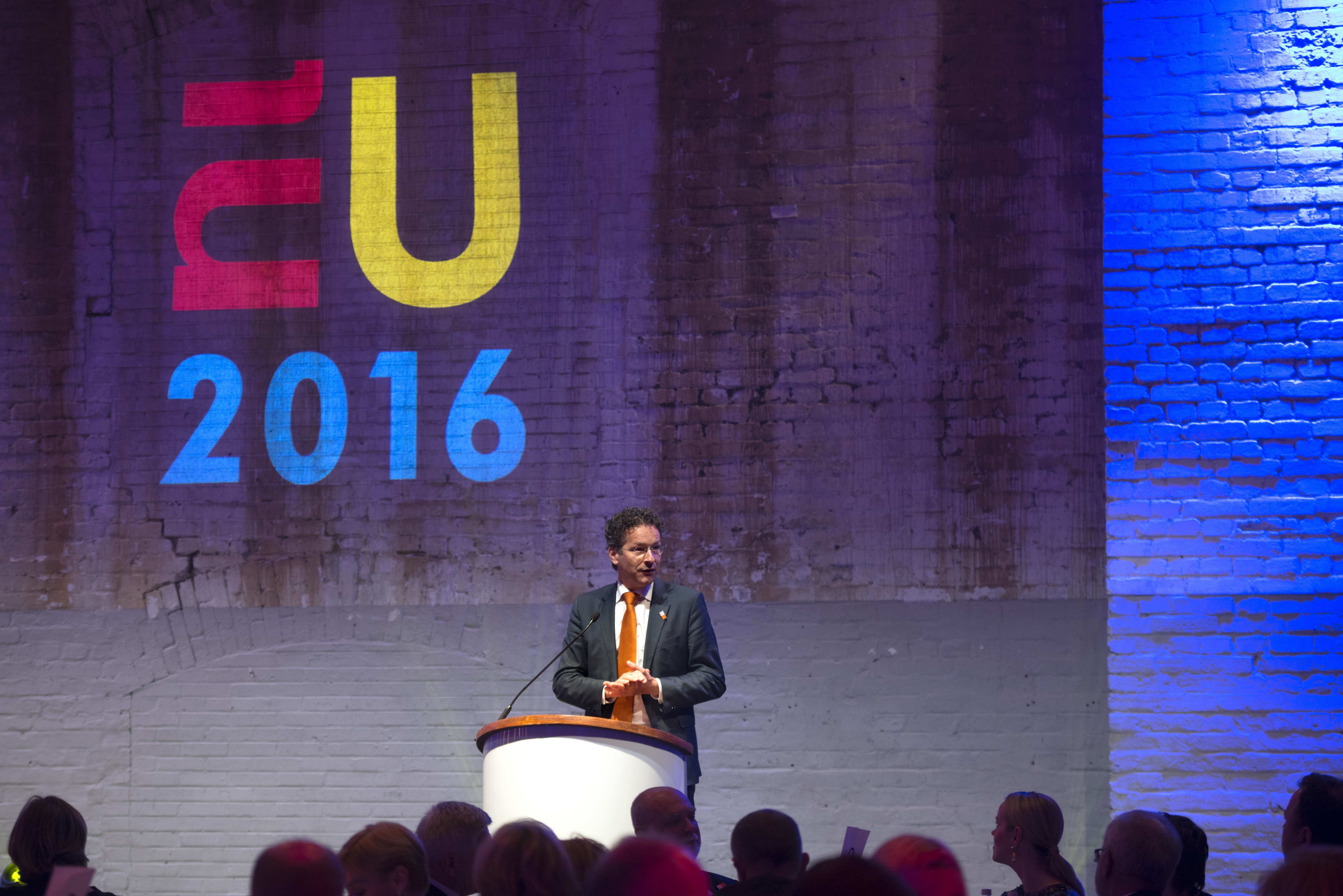
Jeroen Dijsselbloem à Amsterdam lors de la présidence néerlandaise du Conseil de l'Union européenne en 2016.

Le 5 novembre 2012, Jeroen Dijsselbloem succède au chrétien-démocrate Jan Kees de Jager en tant que ministre des Finances dans le deuxième cabinet de Mark Rutte. Les travaillistes récupèrent ainsi la direction du ministère, dont Wouter Bos démissionne auparavant effectivement le 23 février 2010.
Le 1er février 2013, Dijsselbloem ordonne la nationalisation de SNS Reaal, alors quatrième banque du pays, qui subit des pertes récurrentes à cause de sa filiale immobilière Property Finance, pour une somme de 3,7 milliards d'euros. Les pertes récurrentes de cette filiale Property Finance, rachetée à ABN AMRO en 2006, fragilisent le groupe au point de créer une situation « dangereuse pour la stabilité financière » selon Dijsselbloem, qui affirme alors : « J'ai dû conclure que la nationalisation était inévitable ».
Une différence majeure entre ce sauvetage et la majorité des précédents sauvetages bancaires européens est que lors du sauvetage de SNS Reaal, les actionnaires privés et les détenteurs d'obligations subordonnées à durée indéterminée sont expropriés, sans dédommagement et les autres banques privées du pays seront mises à contribution pour un milliard d'euros. Le sauvetage par l'État se monte à 3,7 milliards d'euros, auxquels il faut rajouter selon le ministre « 1,1 milliard d'euros en prêts et 5 milliards d'euros en garanties ».

### Président de l'Eurogroupe
Élu président de l'Eurogroupe en janvier 2013, Dijsselbloem mène dès mars suivant la négociation et la conclusion de la crise financière chypriote de 2012-2013. Il s'attire des critiques en créant le précédent de confisquer les dépôts des déposants dans le cadre du sauvetage des banques. Il dit alors être « assez confiant que les marchés verront cela comme une approche sensible, concentrée et très directe au lieu d'une approche plus générale. Cela forcera toutes les institutions financières, ainsi que les investisseurs à réfléchir sur les risques qu'ils prennent parce qu'ils devront maintenant réaliser que cela peut également leur faire du mal ».

### Président de l'Onderzoeksraad Voor Veiligheid
Le 26 octobre 2017, le chrétien-démocrate Wopke Hoekstra lui succède à la direction du ministère des Finances. Un temps pressenti à la vice-présidence du Conseil d'État ou à la direction du Fonds monétaire international, Dijsselbloem devient président de l'Onderzoeksraad Voor Veiligheid (OVV) à compter du 1er mai 2019. Il est également président du conseil de surveillance de l'université de Wageningue à partir du 1er avril 2019.

### Bourgmestre d'Eindhoven
Le 19 juillet 2022, le conseil municipal d'Eindhoven annonce sa nomination prochaine au poste de bourgmestre. Il succède ainsi en septembre 2022 au libéral-démocrate John Jorritsma.